# Ligamento colateral medial
O ligamento colateral medial (LCM) é um ligamento do joelho que se estende da face superior interna da tíbia à face inferior interna do fêmur. O ligamento previne a instabilidade medial da articulação do joelho, isto é, instabilidade interna da articulação.

## Imagens adicionais

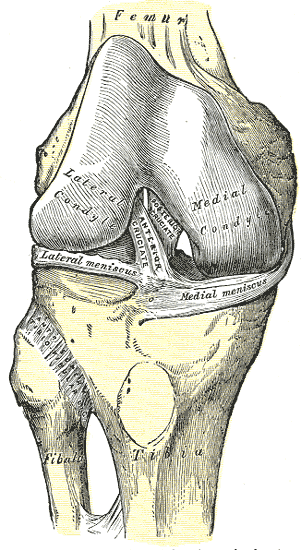
Articulação do joelho direito, vista de frente, mostrando seus ligamentos internos.
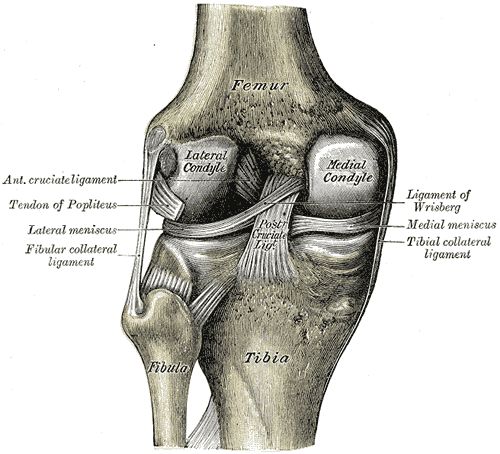
Articulação do joelho esquerda, vista por trás, mostrando seus ligamentos internos.
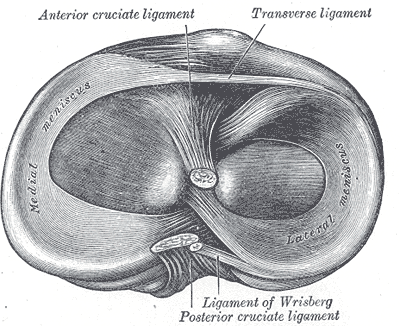
Cabeça da tíbia direita vista por cima, mostrando os meniscos e junções dos ligamentos.
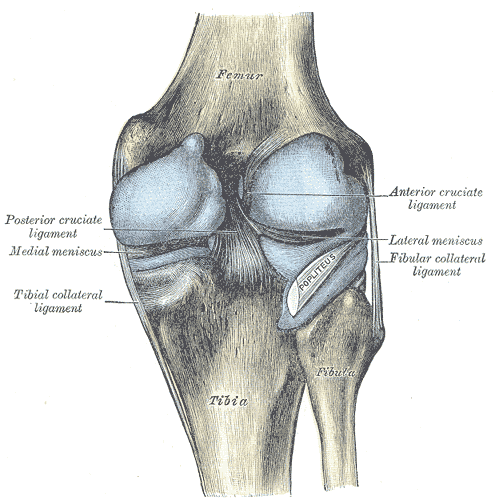
Cápsula da articulação do joelho direito (distendida). Visão posterior.